# Койду (Харьюмаа)
Ко́йду (эст. Koidu) — деревня на севере Эстонии в волости Сауэ уезда Харьюмаа. На севере и востоке деревня граничит с Аллику, на юге с Ванамыйза, на западе с Лаагри. В 2014 году население деревни составляло 317 человек.
Граница с деревней Ванамыйза проходит по железной дороге Таллин — Кейла. Западная граница с Аллику проходит по реке Вяэна.

## История
Деревня Койду была образована на основе жилого массива, находившегося на территории деревни Аллику, и части деревни Ванамыйза. Благодаря инициативе местных жителей, Койду была признана самостоятельным населенным пунктом и получила статус деревни 24 июля 2012 года. Причинами для отделения было названо слишком большое население Аллику и обособленность сектора Койду от других жилых участков деревни. После отделения, население Аллику сократилось с 1391 до 1145 жителей. Население Ванамыйза не изменилось.

## Транспорт
На границе с деревней Ванамыйза находится железнодорожная платформа Падула железной дороги Таллин — Кейла. Остановочный пункт был открыт 23 декабря 2008 года. Здесь останавливаются электропоезда, следующие по железнодорожным маршрутам, соединяющим Таллин c Кейла, Палдиски, Рийзипере и Клоогаранна.
В Койду останавливается рейсовый автобус №117, следующий из Таллина в Кейла и коммерческий автобус №206, следующий из Таллина в Саку.